# 押谷由夫
押谷 由夫（おしたに よしお、1952年3月 - ）は、日本の教育学者。専門は、道徳教育・教育社会学・教育学。総合単元的な道徳学習を提唱。武庫川女子大学教授。元昭和女子大学教授。

## 略歴
1952年滋賀県長浜市生まれ。1964年長浜市立北郷里小学校卒業。1967年長浜市立東中学校卒業。1970年滋賀県立虎姫高等学校卒業。1974年滋賀大学教育学部卒業。1977年広島大学大学院教育学研究科博士課程満期退学。1998年「「道徳の時間」特設の過程に関する研究 社会的・理論的背景を中心として」で広島大学より博士（教育学）の学位を取得。広島大学助手、高松短期大学講師、高知女子大学助教授、1988年文部省初等中等教育局小学校課教科調査官（道徳担当）。2001年教育課程科教科書調査官、昭和女子大学教授。日本道徳教育学会会長。心を育てる教育研究会を主催。文部科学省「子どもの徳育に関する懇談会」委員、中央教育審議会初等中等教育分科会教育課程部会委員、放送大学客員教授、｢小さな親切運動｣本部・顧問。

## 著書
- 『道徳教育新時代 生きる喜びを子どもたちに』国土社 1994
- 『小学校道徳で進める環境教育 (環境教育実践シリーズ)』明治図書出版 1994
- 『総合単元的道徳学習論の提唱 構想と展開』文渓堂 1995
- 『新しい道徳教育の理念と方法 夢と希望と勇気をはぐくむ』東洋館出版社 1999
- 『「道徳の時間」成立過程に関する研究 道徳教育の新たな展開』東洋館出版社 2001
- 『道徳性形成・徳育論 (放送大学大学院教材)』 放送大学教育振興会 2011/10
- 『道徳教育の理念と実践 (放送大学大学院教材)』 放送大学教育振興会 2016/3
- 『アクティブ・ラーニングを位置づけた小学校特別の教科 道徳の授業プラン』 明治図書出版 2017/3
- 『平成29年改訂 小学校教育課程実践講座 特別の教科 道徳』 ぎょうせい 2017/10

### 共編著
- 『改訂小学校教育課程講座 道徳』瀬戸真共編著 ぎょうせい 1989
- 『小学校学習指導要領 ’89告示 道徳の解説と実践』瀬戸真共編著 小学館 1989
- 『小学校新教育課程を読む 道徳の解説と展開』瀬戸真共編著 教育開発研究所 1989
- 『新学習指導要領の指導事例集 小学校道徳』全4巻 瀬戸真共編 明治図書出版 1990
- 『小学校新しい道徳指導のポイント』村田昇共編著 東京書籍 1991
- 『小学校道徳内容項目の研究と実践』全18巻 立石喜男共編著 明治図書出版 1991
- 『小学校道徳指導細案 小学校1～6年』編著 明治図書出版 1992
- 『道徳教育』内藤俊史共編著 ミネルヴァ書房 教職専門シリーズ 1993
- 『道徳の授業をひらく 生きた授業づくり 1・2～5・6年』上杉賢士,新宮弘識共編 国土社 1993
- 『新しい道徳教育を創る 体験活動を生かして』福岡県春日市立春日野小学校共著 明治図書出版 1994
- 『小学校道徳で進める環境教育』編著 明治図書出版 1994
- 『個が生きる総合単元的な道徳学習の発展』愛知県豊田市立若林東小学校共著 明治図書出版 新しい道徳授業づくりへの提唱 1996
- 『子どもと教師の心がはずむ道徳学習 学級経営を基盤として』心を育てる教育研究会共著 東洋館出版社 1996
- 『「よさ」をはぐくむ道徳の時間 みつける・わかる・のばす活動を通して』福岡県春日市立春日野小学校共著 明治図書出版 新しい道徳授業づくりへの提唱 1996
- 『子どもの個性を開くストラテジー 実践講座 2(小学校編)』片岡徳雄,高旗正人監修 西英喜共編著 黎明書房 1997
- 『「いじめ」を防ぐ道徳授業へのシナリオ 小学校編』金井肇,馬淵金男共編著 明治図書出版 1998
- 『「ふるさとに生き,育つ」子どもをつくる 400人以上の地域人材の活用』福岡県大野城市立大利小学校共著 明治図書出版 新しい道徳授業づくりへの提唱 1998
- 『豊かな個性を育む授業 実践の工夫と技術』加藤幸次共編 教育開発研究所 「生きる力」を育てる新しい授業 1998
- 『道徳教育の基礎と展開』林忠幸共編 コレール社 教職専門叢書 1998
- 『未来をひらく道徳教育の研究 子どもたちに夢と希望と生きる勇気を』中野重人共編著 保育出版社 1998
- 『新しい教育課程と学習活動の実際 道徳』編著 東洋館出版社 小学校新学習指導要領実践 1999
- 『改訂小学校学習指導要領の展開 道徳編』編著 明治図書出版 1999
- 『小学生の心の教育』高島元洋共編著 日本図書センター 「心の教育」実践大系 1999
- 『小学校新教育課程の解説 道徳』伊藤隆二共著 第一法規出版 1999
- 『新小学校教育課程講座 道徳』伊藤隆二共編著 ぎょうせい 1999
- 『道徳の授業をどう創るか 対談・小学校新教育課程』生越詔二共著 明治図書出版 1999
- 『道徳・特別活動重要用語300の基礎知識』宮川八岐共編 明治図書出版 重要用語300の基礎知識 2000
- 『小学校道徳基礎・基本と学習指導の実際 計画・実践・評価のポイント』編著 東洋館出版社 新しい教育課程の展開 2002
- 『多様な展開で子どもの考えを深める小学校高学年の道徳授業』長谷徹共編著 明治図書出版 2002
- 『多様な展開で子どもの考えを深める小学校中学年の道徳授業』生越詔二共編著 明治図書出版 2002
- 『多様な展開で子どもの考えを深める小学校低学年の道徳授業』加藤八郎共編著 明治図書出版 2002
- 『新学習指導要領を生かした道徳の授業』編・著 小学館 教育技術mook 2002
- 『さわやかマナー1・2～5・6年』小川信夫,岩崎明共編著 玉川大学出版部 2003
- 『豊かな自分づくりを支える道徳の授業 1～6年』編 教育出版 2003
- 『保育と道徳 道徳性の芽生えをいかにはぐくむか』小田豊共編著 保育出版社 2006
- 『小学校学習指導要領の解説と展開 Q&Aと授業改善のポイント・展開例 道徳編』安彦忠彦監修 小寺正一共編著 教育出版 2008
- 『小学校新学習指導要領の展開 道徳編』福田富美雄共編著 明治図書出版 2008
- 『各教科で行う道徳的指導』編 教育開発研究所 2009
- 『道徳性形成・徳育論』編著 放送大学教育振興会 2011
- 『道徳教育への招待』内藤俊史共編著 ミネルヴァ書房 2012
- 『道徳の時代がきた! 道徳教科化への提言』柳沼良太共編著 貝塚茂樹,西野真由美,関根明伸,松本美奈著 教育出版 2013
- 『道徳の時代をつくる! 道徳教科化への始動』柳沼良太共編著 新井浅浩,貝塚茂樹,関根明伸,西野真由美,松本美奈著 教育出版 2014

### 翻訳
- J.ウィルソン監修『世界の道徳教育』伴恒信共編訳 玉川大学出版部 2002